# Georg Mack (Politiker, 1826)
Georg Sigismund Mack (* 8. Mai 1826 in Frankfurt am Main; † 16. Juli 1908 ebenda) war ein deutscher Unternehmer und Mitglied des Provinziallandtages der Provinz Hessen-Nassau.

## Leben
Georg Sigismund Mack wurde als Sohn des Schlossermeisters Johann Thomas Mack (1786–1865) und dessen Ehefrau Maria Seydel geboren und wuchs zusammen mit seinem älteren Bruder Johann Friedrich (1819–1887) auf. Nach seiner Schul- und Berufsausbildung erhielt er am 28. Mai 1857 antragsgemäß vom Senat der Freien Stadt Frankfurt die (vorbehaltliche) Konzession zum Betrieb einer Eisengießerei im Frankfurter Nordend, obwohl sich die Anwohner im Genehmigungsverfahren gegen den Bau der Anlage gewehrt und einige Ämter der Stadtverwaltung Bedenken geäußert hatten. Im Oktober 1865 übernahm Johann Friedrich den Betrieb, während Georg Sigismund die elterliche Gußwarenhandlung weiterführte.
1862 gehörte er zu den Gründungsmitgliedern der Frankfurter Gewerbekasse. Dort war er Aufsichtsratsvorsitzender und von 1869 bis 1871 Vorstandsvorsitzender.
Mack betätigte sich politisch und kam nach der Annexion des Landes Hessen durch Preußen im Jahre 1866 als Ersatzmann in die Gesetzgebende Versammlung Frankfurts bzw. in die Frankfurter Stadtverordnetenversammlung. Dort blieb er bis 1872.
1882/1883 zog er sich aus dem Geschäftsleben zurück.
Von 1886 bis 1898 hatte er ein Mandat für den Nassauischen Kommunallandtag des preußischen Regierungsbezirks Wiesbaden bzw. für den Provinziallandtag der Provinz Hessen-Nassau, wo er Mitglied des Rechnungsprüfungsausschusses war.

### Familie
Er hatte am 14. Juni 1852 in Frankfurt/Main Anna Katharina Weppler (1831–1925) geheiratet.
Aus der Ehe sind die Söhne Johann Thomas Robert (* 1859, Kaufmann) und Peter Otto (1863–1907) hervorgegangen.